# Liste der Nummer-eins-Hits in Bulgarien (2022)
Diese Liste der Nummer-eins-Hits basiert auf den offiziellen Chartlisten (Българският топ 10 / Световният топ 10) von Prophon, der bulgarischen Musikverwertungsgesellschaft, im Jahr 2022.

## Singles
| ← 2021 ← | Liste der Nummer-eins-Hits in Bulgarien (Световният топ 10 (internationale Top 10)) | Liste der Nummer-eins-Hits in Bulgarien (Световният топ 10 (internationale Top 10)) | Liste der Nummer-eins-Hits in Bulgarien (Световният топ 10 (internationale Top 10))                                              | 2023 →                    |
| \| Zeitraum \| Wo. ges. \| Interpret \| Titel Autor(en) \| Zusätzliche Informationen \| \| (Zeitraum, Wochen auf Platz eins, Interpret, Titel, Autor[en], zusätzliche Informationen) \| \| \| \| \| \| ----------------------------------------------------------------------------------------- \| -------- \| -------------------------------------------- \| -------------------------------------------------------------------------------------------------------------------------------- \| ------------------------- \| \| 24. Dezember 2021 – 10. März 2022 11 Wochen \| 11 \| Inna \| Up Alexandru Cotoi, Elena Alexandra Apostoleanu, Marcel Botezan, Luisa Ionela Luca, Sebastian Alexandru Barac \| – \| \| 11. März 2022 – 17. März 2022 1 Woche \| 1 \| Manuel Riva feat. Iraida \| Modern Love George Emanuel Călin, Petre Ioachim Octavian, Adelina Stinga \| – \| \| 18. März 2022 – 31. März 2022 2 Wochen (insgesamt 8) \| 8 \| Purple Disco Machine & Sophie and the Giants \| In the Dark Ed Cosens, Sophie Louise Scott, Ryan Sewell, José Coelho, Tino Schmidt, Olivia Sebastianelli, Dimitri Tikovoï \| – \| \| 1. April 2022 – 21. April 2022 3 Wochen \| 3 \| Tove Lo \| How Long Karl Ludvig Dagsson Söderberg, Tove Ebba Elsa Nilsson, Timothy Lawrence Nelson, Sibel Redžep \| – \| \| 22. April 2022 – 2. Juni 2022 6 Wochen (insgesamt 8) \| 8 \| Purple Disco Machine & Sophie and the Giants \| In the Dark Ed Cosens, Sophie Louise Scott, Ryan Sewell, José Coelho, Tino Schmidt, Olivia Sebastianelli, Dimitri Tikovoï \| – \| \| 3. Juni 2022 – 9. Juni 2022 1 Woche \| 1 \| Years & Years feat. Regard \| Hallucination Oliver Alexander Thornton, Dardan Alija, Stéfane Mathias Goldman, Jean-Jacques Goldman, Joel Little, Nadia Mladjao \| – \| \| 10. Juni 2022 – 21. Juli 2022 6 Wochen \| 6 \| Harry Styles \| As It Was Harry Edward Styles, Thomas Edward Percy Hull, Tyler Sam Johnson \| – \| \| 22. Juli 2022 – 8. Dezember 2022 20 Wochen \| 20 \| Miro & Alma Миро и Алма \| Poveche Повече Ivan Ivanov, Krum Georgiev, Miroslav Kostadinov \| – \| \| 9. Dezember 2022 – 22. Dezember 2022 2 Wochen (insgesamt 7) \| 7 \| Mihaela Fileva Михаела Филева \| Obseben Обсебен Alecsa Dumitrache, Angel Prodanov, Dayana, Mihaela Fileva, Radu Pârvulescu \| – \| \| 23. Dezember 2022 – 29. Dezember 2022 1 Woche \| 1 \| Dian Solo feat. Dolores Estrada \| La Rumba Diyan Savov, Dolores Estrada, Milena Nikolova, Tom Linden \| – \| \| 30. Dezember 2022 – 2. Februar 2023 5 Wochen (insgesamt 7) \| 7 \| Mihaela Fileva Михаела Филева \| Obseben Обсебен Alecsa Dumitrache, Angel Prodanov, Dayana, Mihaela Fileva, Radu Pârvulescu \| – \| |                                                                                     |                                                                                     | |                           |
| ← 2021 |                                                                                     |                                                                                     | | → 2023 →                  |
| Zeitraum | Wo. ges.                                                                            | Interpret                                                                           | Titel Autor(en) | Zusätzliche Informationen |
| (Zeitraum, Wochen auf Platz eins, Interpret, Titel, Autor[en], zusätzliche Informationen) |                                                                                     |                                                                                     | |                           |
| 24. Dezember 2021 – 10. März 2022 11 Wochen | 11                                                                                  | Inna                                                                                | Up Alexandru Cotoi, Elena Alexandra Apostoleanu, Marcel Botezan, Luisa Ionela Luca, Sebastian Alexandru Barac                    | –                         |
| 11. März 2022 – 17. März 2022 1 Woche | 1                                                                                   | Manuel Riva feat. Iraida                                                            | Modern Love George Emanuel Călin, Petre Ioachim Octavian, Adelina Stinga                                                         | –                         |
| 18. März 2022 – 31. März 2022 2 Wochen (insgesamt 8) | 8                                                                                   | Purple Disco Machine & Sophie and the Giants                                        | In the Dark Ed Cosens, Sophie Louise Scott, Ryan Sewell, José Coelho, Tino Schmidt, Olivia Sebastianelli, Dimitri Tikovoï        | –                         |
| 1. April 2022 – 21. April 2022 3 Wochen | 3                                                                                   | Tove Lo                                                                             | How Long Karl Ludvig Dagsson Söderberg, Tove Ebba Elsa Nilsson, Timothy Lawrence Nelson, Sibel Redžep                            | –                         |
| 22. April 2022 – 2. Juni 2022 6 Wochen (insgesamt 8) | 8                                                                                   | Purple Disco Machine & Sophie and the Giants                                        | In the Dark Ed Cosens, Sophie Louise Scott, Ryan Sewell, José Coelho, Tino Schmidt, Olivia Sebastianelli, Dimitri Tikovoï        | –                         |
| 3. Juni 2022 – 9. Juni 2022 1 Woche | 1                                                                                   | Years & Years feat. Regard                                                          | Hallucination Oliver Alexander Thornton, Dardan Alija, Stéfane Mathias Goldman, Jean-Jacques Goldman, Joel Little, Nadia Mladjao | –                         |
| 10. Juni 2022 – 21. Juli 2022 6 Wochen | 6                                                                                   | Harry Styles                                                                        | As It Was Harry Edward Styles, Thomas Edward Percy Hull, Tyler Sam Johnson                                                       | –                         |
| 22. Juli 2022 – 8. Dezember 2022 20 Wochen | 20                                                                                  | Miro & Alma Миро и Алма                                                             | Poveche Повече Ivan Ivanov, Krum Georgiev, Miroslav Kostadinov                                                                   | –                         |
| 9. Dezember 2022 – 22. Dezember 2022 2 Wochen (insgesamt 7) | 7                                                                                   | Mihaela Fileva Михаела Филева                                                       | Obseben Обсебен Alecsa Dumitrache, Angel Prodanov, Dayana, Mihaela Fileva, Radu Pârvulescu                                       | –                         |
| 23. Dezember 2022 – 29. Dezember 2022 1 Woche | 1                                                                                   | Dian Solo feat. Dolores Estrada                                                     | La Rumba Diyan Savov, Dolores Estrada, Milena Nikolova, Tom Linden                                                               | –                         |
| 30. Dezember 2022 – 2. Februar 2023 5 Wochen (insgesamt 7) | 7                                                                                   | Mihaela Fileva Михаела Филева                                                       | Obseben Обсебен Alecsa Dumitrache, Angel Prodanov, Dayana, Mihaela Fileva, Radu Pârvulescu                                       | –                         |

| ← 2021 ← | Liste der Nummer-eins-Hits in Bulgarien (national) | Liste der Nummer-eins-Hits in Bulgarien (national) | Liste der Nummer-eins-Hits in Bulgarien (national)                                                                                                   | 2023 →                    |
| \| Zeitraum \| Wo. ges. \| Interpret \| Titel Autor(en) \| Zusätzliche Informationen \| \| (Zeitraum, Wochen auf Platz eins, Interpret, Titel, Autor[en], zusätzliche Informationen) \| \| \| \| \| \| ----------------------------------------------------------------------------------------- \| -------- \| --------------------------------- \| ---------------------------------------------------------------------------------------------------------------------------------------------------- \| ------------------------- \| \| 11. Dezember 2021 – 27. Januar 2022 7 Wochen \| 7 \| Mihaela Marinova Михаела Маринова \| Need You Cristian Nicolae Tarcea, Mihaela Marinova, Vitali Ezekiev \| – \| \| 28. Januar 2022 – 10. Februar 2022 2 Wochen \| 2 \| Poli Genova Поли Генова \| Na Na Boban Apostolov, Romy Maria Eilers \| – \| \| 4. Februar 2022 – 31. März 2022 8 Wochen \| 8 \| Dara feat. Matteo \| Call Me Cristian Nicolae Tarcea, Darina Nikolaeva Yotova, Matei Anton Vasiliu \| – \| \| 1. April 2022 – 7. April 2022 1 Woche (insgesamt 3) \| 3 \| Grafa Графа \| Utre otnovo Утре отново Vladimir Kirilov Grafa Ampov, Georgi Kasabov \| – \| \| 8. April 2022 – 14. April 2022 1 Woche (insgesamt 2) \| 2 \| Toto H \| Partizanka Партизанка Musik: Nkim Prod; Text: Yonislav Ventsislavov Yotov \| – \| \| 15. April 2022 – 21. April 2022 1 Woche (insgesamt 3) \| 3 \| Grafa Графа \| Utre otnovo Утре отново Vladimir Kirilov Grafa Ampov, Georgi Kasabov \| – \| \| 22. April 2022 – 28. April 2022 1 Woche (insgesamt 2) \| 2 \| Toto H \| Partizanka Партизанка Musik: Nkim Prod; Text: Yonislav Ventsislavov Yotov \| – \| \| 29. April 2022 – 5. Mai 2022 1 Woche (insgesamt 3) \| 3 \| Grafa Графа \| Utre otnovo Утре отново Vladimir Kirilov Grafa Ampov, Georgi Kasabov \| – \| \| 6. Mai 2022 – 12. Mai 2022 1 Woche \| 1 \| Lubo Kirov Любо Киров \| Useshcha se sila Усеща се сила Angel Dyulgerov, Lubomir Tsvetanov Kirov \| – \| \| 13. Mai 2022 – 19. Mai 2022 1 Woche (insgesamt 2) \| 2 \| Dara Ekimova Дара Екимова \| Bjagam Бягам Dara Ekimova, Denis Popstoev, Iskren Tonchev, Preya Osasey \| – \| \| 20. Mai 2022 – 26. Mai 2022 1 Woche (insgesamt 4) \| 4 \| Mascota & D-Trax \| La musica suena Bogomil Ivanov, Miroslav Petkov \| – \| \| 27. Mai 2022 – 2. Juni 2022 1 Woche (insgesamt 2) \| 2 \| Dara Ekimova Дара Екимова \| Bjagam Бягам Dara Ekimova, Denis Popstoev, Iskren Tonchev, Preya Osasey \| – \| \| 3. Juni 2022 – 22. Juni 2022 3 Wochen (insgesamt 4) \| 4 \| Mascota & D-Trax \| La musica suena Bogomil Ivanov, Miroslav Petkov \| – \| \| 23. Juni 2022 – 7. Juli 2022 2 Wochen \| 2 \| Mihaela Marinova Михаела Маринова \| Do bezkraĭ До безкрай Mihaela Marinova, Pavel Venelinov Nikolov, Ivo Plamenov Dobrev \| – \| \| 8. Juli 2022 – 13. Oktober 2022 14 Wochen \| 14 \| Miro & Alma Миро и Алма \| Poveche Повече Ivan Ivanov, Krum Georgiev, Miroslav Kostadinov \| – \| \| 14. Oktober 2022 – 3. November 2022 3 Wochen \| 3 \| OneRepublic \| I Ain’t Worried Björn Daniel Arne Yttling, Peter Andreas Morén, John Thomas Daniel Eriksson, Ryan B. Tedder, Brent Michael Kutzle, Tyler Thomas Spry \| – \| \| 4. November 2022 – 19. Januar 2023 11 Wochen \| 11 \| Sam Smith & Kim Petras \| Unholy Samuel Frederick Smith, Omer Fedi, James John Napier, Kim Petras, Ilya Salmanzadeh, Henry Russell Walter, Blake Slatkin \| – \| |                                                    |                                                    | |                           |
| ← 2021 |                                                    |                                                    | | → 2023 →                  |
| Zeitraum | Wo. ges.                                           | Interpret                                          | Titel Autor(en) | Zusätzliche Informationen |
| (Zeitraum, Wochen auf Platz eins, Interpret, Titel, Autor[en], zusätzliche Informationen) |                                                    |                                                    | |                           |
| 11. Dezember 2021 – 27. Januar 2022 7 Wochen | 7                                                  | Mihaela Marinova Михаела Маринова                  | Need You Cristian Nicolae Tarcea, Mihaela Marinova, Vitali Ezekiev                                                                                   | –                         |
| 28. Januar 2022 – 10. Februar 2022 2 Wochen | 2                                                  | Poli Genova Поли Генова                            | Na Na Boban Apostolov, Romy Maria Eilers | –                         |
| 4. Februar 2022 – 31. März 2022 8 Wochen | 8                                                  | Dara feat. Matteo                                  | Call Me Cristian Nicolae Tarcea, Darina Nikolaeva Yotova, Matei Anton Vasiliu                                                                        | –                         |
| 1. April 2022 – 7. April 2022 1 Woche (insgesamt 3) | 3                                                  | Grafa Графа                                        | Utre otnovo Утре отново Vladimir Kirilov Grafa Ampov, Georgi Kasabov                                                                                 | –                         |
| 8. April 2022 – 14. April 2022 1 Woche (insgesamt 2) | 2                                                  | Toto H                                             | Partizanka Партизанка Musik: Nkim Prod; Text: Yonislav Ventsislavov Yotov                                                                            | –                         |
| 15. April 2022 – 21. April 2022 1 Woche (insgesamt 3) | 3                                                  | Grafa Графа                                        | Utre otnovo Утре отново Vladimir Kirilov Grafa Ampov, Georgi Kasabov                                                                                 | –                         |
| 22. April 2022 – 28. April 2022 1 Woche (insgesamt 2) | 2                                                  | Toto H                                             | Partizanka Партизанка Musik: Nkim Prod; Text: Yonislav Ventsislavov Yotov                                                                            | –                         |
| 29. April 2022 – 5. Mai 2022 1 Woche (insgesamt 3) | 3                                                  | Grafa Графа                                        | Utre otnovo Утре отново Vladimir Kirilov Grafa Ampov, Georgi Kasabov                                                                                 | –                         |
| 6. Mai 2022 – 12. Mai 2022 1 Woche | 1                                                  | Lubo Kirov Любо Киров                              | Useshcha se sila Усеща се сила Angel Dyulgerov, Lubomir Tsvetanov Kirov                                                                              | –                         |
| 13. Mai 2022 – 19. Mai 2022 1 Woche (insgesamt 2) | 2                                                  | Dara Ekimova Дара Екимова                          | Bjagam Бягам Dara Ekimova, Denis Popstoev, Iskren Tonchev, Preya Osasey                                                                              | –                         |
| 20. Mai 2022 – 26. Mai 2022 1 Woche (insgesamt 4) | 4                                                  | Mascota & D-Trax                                   | La musica suena Bogomil Ivanov, Miroslav Petkov | –                         |
| 27. Mai 2022 – 2. Juni 2022 1 Woche (insgesamt 2) | 2                                                  | Dara Ekimova Дара Екимова                          | Bjagam Бягам Dara Ekimova, Denis Popstoev, Iskren Tonchev, Preya Osasey                                                                              | –                         |
| 3. Juni 2022 – 22. Juni 2022 3 Wochen (insgesamt 4) | 4                                                  | Mascota & D-Trax                                   | La musica suena Bogomil Ivanov, Miroslav Petkov | –                         |
| 23. Juni 2022 – 7. Juli 2022 2 Wochen | 2                                                  | Mihaela Marinova Михаела Маринова                  | Do bezkraĭ До безкрай Mihaela Marinova, Pavel Venelinov Nikolov, Ivo Plamenov Dobrev                                                                 | –                         |
| 8. Juli 2022 – 13. Oktober 2022 14 Wochen | 14                                                 | Miro & Alma Миро и Алма                            | Poveche Повече Ivan Ivanov, Krum Georgiev, Miroslav Kostadinov                                                                                       | –                         |
| 14. Oktober 2022 – 3. November 2022 3 Wochen | 3                                                  | OneRepublic                                        | I Ain’t Worried Björn Daniel Arne Yttling, Peter Andreas Morén, John Thomas Daniel Eriksson, Ryan B. Tedder, Brent Michael Kutzle, Tyler Thomas Spry | –                         |
| 4. November 2022 – 19. Januar 2023 11 Wochen | 11                                                 | Sam Smith & Kim Petras                             | Unholy Samuel Frederick Smith, Omer Fedi, James John Napier, Kim Petras, Ilya Salmanzadeh, Henry Russell Walter, Blake Slatkin                       | –                         |